# 卡魯阿

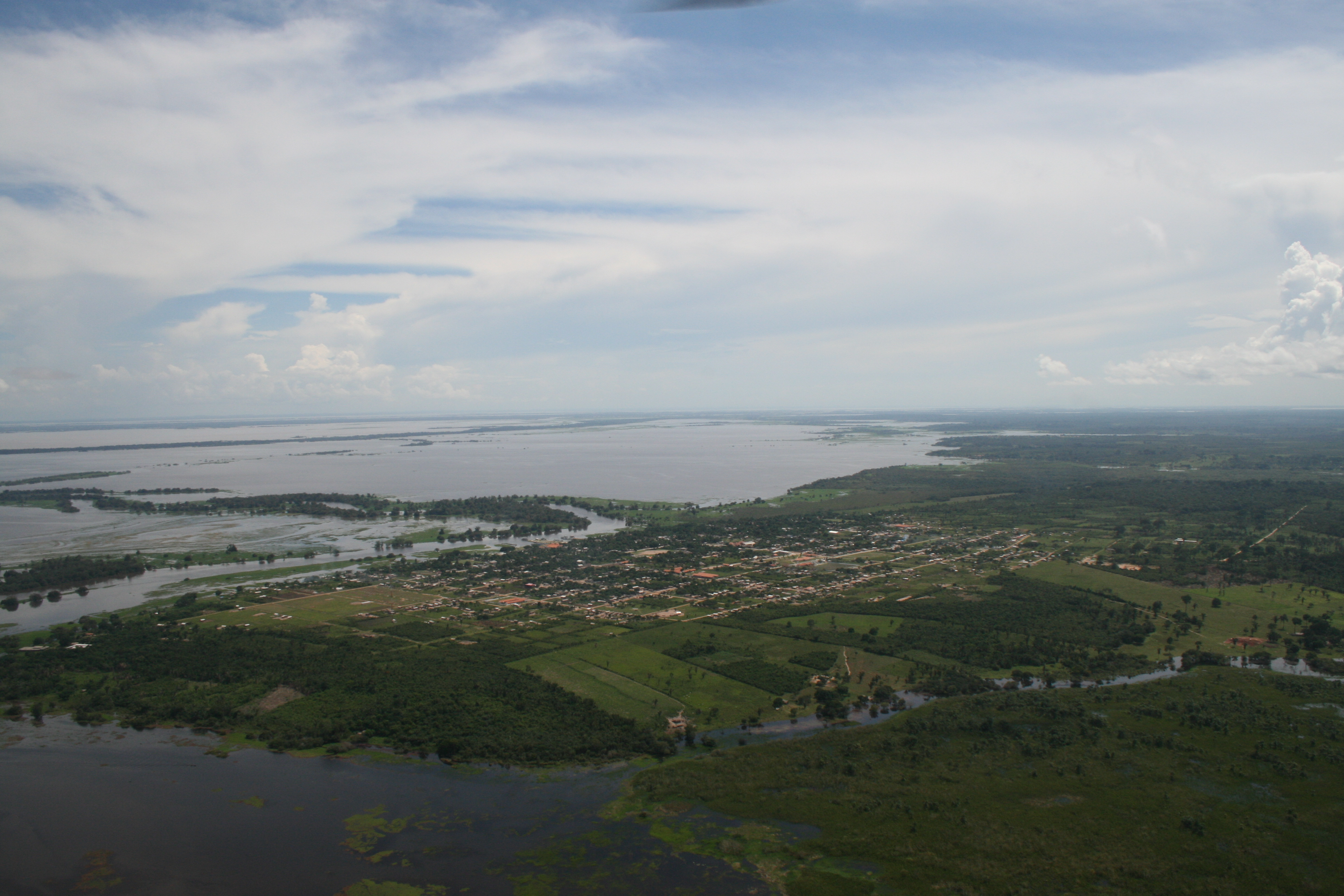
卡魯阿

卡魯阿（葡萄牙語：Curuá），是巴西的城鎮，位於該國北部，由帕拉州負責管轄，始建於1995年12月3日，面積1,431平方公里，2010年人口12,262，該城鎮人口密度每平方公里8.57人。